# 2008 au Royaume-Uni
Chronologie de l'Europe
2006 au Royaume-Uni - 2007 au Royaume-Uni - 2008 au Royaume-Uni - 2009 au Royaume-Uni - 2010 au Royaume-Uni
2006 par pays en Europe - 2007 par pays en Europe - 2008 par pays en Europe - 2009 par pays en Europe - 2010 par pays en Europe
2006 en Europe - 2007 en Europe - 2008 en Europe - 2009 en Europe - 2010 en Europe

## Chronologie

### Février 2008
- Dimanche 17 février 2008 : Après plusieurs péripéties, la banque Northern Rock, menacée de faillite à cause de la crise des subprimes, est finalement nationalisée par le gouvernement de Gordon Brown. Cette nationalisation marque une rupture avec le consensus politique sur une intervention publique minimale dans l'économie qui prévalait jusqu'alors.
- Jeudi 28 février 2008 : Un site internet américain révèle que le prince Harry était secrètement présent depuis deux mois et demi dans une unité combattante dans le Sud de l'Afghanistan en tant que contrôleur aérien. Sa mission était d'assurer la couverture aérienne des troupes au sol et à autoriser les bombardements des positions des talibans. La mission qui devait se terminer fin avril est immédiatement annulée pour la sécurité du prince et des autres soldats déployés dans le pays.

### Mars 2008

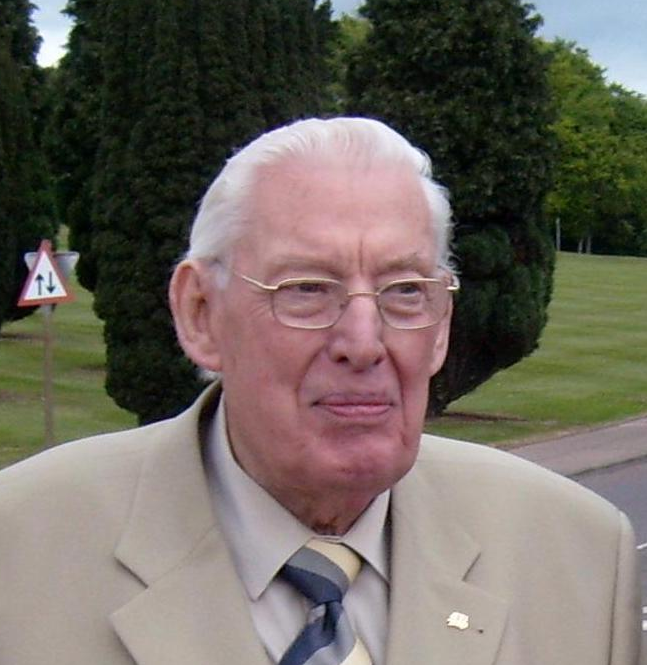
Ian Paisley (juillet 2007)

- Mardi 4 mars 2008, Ulster : Le révérend Ian Paisley, âgé de 82 ans, annonce qu'il quittera le 1er mai son poste de premier ministre et la tête parti démocrate unioniste protestant. Sa position politique a été fragilisée par le scandale immobilier dans lequel est impliqué son fils Ian Paisley Jr. Le républicain Gerry Adams craint que certains « profitent de l'instabilité provoquée par la question de la succession pour menacer les progrès qui ont été faits jusqu'ici ».
- Lundi 17 mars 2008 : Dans le cadre de son divorce, l'ex-Beatles, Paul McCartney devra verser à son épouse de quatre années, l'ancien mannequin Heather Mills, la somme de 30 millions d'euros.
- Lundi 21 mars 2008 : Décès du comédien Paul Scofield (86 ans).
- Mercredi 26 mars 2008 : Le président français Nicolas Sarkozy est en visite officielle. Devant le Parlement, il prononce un discours panégyrique, en faveur de l'« entente amicale [et de la] nouvelle fraternité franco-britannique […] Vous êtes devenus pour nous un modèle, une référence, et nous devons nous inspirer de ce que vous avez su faire […] ces vingt ou trente dernières années » et confirme sa volonté de renforcer la présence militaire française en Afghanistan.
- Jeudi 27 mars 2008 :
  - La RAF signe un contrat de 13 milliards de Livres sterling (16,6 milliards d'euros) avec EADS pour 14 avions ravitailleurs, une version dérivée de l'Airbus A330-200. Le contrat comprend la formation des pilotes, la maintenance de la flotte et la gestion des vols.
  - Coup d'envoi de la coopération technologique dans le nucléaire civil entre le Royaume-Uni et la France, dans le cadre de la sécurité nucléaire, du traitement des déchets atomiques et de la formation des ingénieurs.

### Avril 2008
- Mercredi 2 avril 2008 : La commission chargée d'enquêter sur les causes de la mort de la princesse Diana et de Dodi Al-Fayed, le 31 août 1997 a écarté la thèse du complot soutenue par Mohamed al-Fayed.
- Vendredi 4 avril 2008 : Le prince Philippe d'Édimbourg est hospitalisé à l'hôpital du roi Édouard VII, pour une infection pulmonaire.
- Vendredi 11 avril 2008 : 
  - La Haute Cour de Londres appelle à rouvrir l'enquête arrêtée sur l'instigation de l'ancien premier ministre Tony Blair concernant une vaste affaire de corruption dans laquelle est impliquée la famille royale saoudienne et l'industriel britannique BAE et portant sur plusieurs dizaines de milliards de livres sterling.
  - Ulster : Une hydrolienne de 1,2 mégawatt est mise en œuvre au large des côtes au fond du détroit de Strangford. Elle fonctionne grâce à la puissance des courants sous-marins. C'est un double générateur muni de deux rotors sous-marins fonctionnant selon le même principe que les éoliennes. Les pâles font 16 mètres de diamètre dans une profondeur de vingt mètres d'eau. Les hélices peuvent sortir de l'eau pour leur entretien grâce à un système d'ascenseur coulissant le long d'un pilier. Elle a été installée par la société britannique Marine Current Turbines qui projettent d'en installer prochainement d'autres pour une puissance de 10 mégawatts. L'ensemble des sites facilement exploitables par cette technologie pourrait fournir plus de 35 mégawatts.
  - Ulster : Le Parti unioniste démocrate du révérend Ian Paisley élit à sa tête Peter Robinson (59 ans) qui devrait ainsi devenir, début mai, le prochain premier ministre de la province britannique.
- Mardi 15 avril 2008 : Selon la banque JP Morgan Chase, la City de Londres pourrait perdre quarante mille emplois en raison de la crise financière, soit 5 % des emplois de la place.
- Lundi 21 avril 2008 :
  - La Banque d'Angleterre annonce un plan de sauvetage historique de 50 milliards de livres sterling (63 milliards d'euros)  pour juguler la crise financière qui menace l'économie du pays. Ce plan de sauvetage est fondé sur le rachat aux banques de leurs crédits immobiliers en échange d'obligations d'État d'une durée de un an reconductible sur trois ans. Cette initiative historique devrait permettre de restaurer la confiance entre institutions financières, d'abaisser les coûts de refinancement et de détendre l'ensemble du marché du crédit, vérolé par la crise du subprime. Par contre, la Banque d'Angleterre exige de connaître la réalité des situations et la consolidation des fonds propres.
  - Après la nationalisation de banque Northern Rock, la deuxième banque du pays, la Royal Bank of Scotland, annonce le prochain lancement d'une augmentation de capital de 12 à 15 milliards d'euros, pour combler sa perte proche de 8 milliards d'euros.
- Mercredi 23 avril 2008 : Le gouvernement recule sur un point essentiel de sa réforme des impôts, le passage de la première tranche d'imposition de 10 % à 20 % compensant un ensemble de mesures de déductions fiscales et d'aides pour plus de 3 milliards £. Il s'avère que, comme l'avaient soulignés les libéraux-démocrates, cette mesure touche essentiellement 5,3 millions de personnes parmi les plus pauvres, les travailleurs à bas revenus sans enfants et les nouveaux retraités.
- Jeudi 24 avril 2008 : Première grève nationale des enseignants depuis 21 ans, menée par le National Union of Teachers, regroupant plus de deux cent mille membres. Les grévistes demandent des augmentations de salaires pour tenir compte de l'inflation.
- Samedi 26 avril 2008 :
  - Selon le Sunday Telegraph, l'Office de la concurrence (Office of Fair Trading) soupçonne plusieurs grands distributeurs (Sainsbury, Asda, Morrisons et Tesco) d'ententes sur les prix des produits de beauté et d'épicerie. L'enquête de deux doit être publiée le 8 mai prochain.
  -  Écosse : Un mouvement de grève des 12 000 salariés de la raffinerie écossaise de Grangemouth près d'Édimbourg oblige British Petroleum à couper le pipeline de Forties qui achemine chaque jour 700 000 barils de pétrole depuis 70 champs de production de la mer du Nord, soit 10 % de la consommation britannique en produits pétroliers.
- Mercredi 30 avril 2008 : Selon le rapport du Joseph Rowntree Reform Trust, le système électoral britannique est très vulnérable à la fraude et au bourrage des urnes : pièce d'identité non demandée aux votants, vote par correspondance sans aucun contrôle, listes électorales erronées. En janvier 2008, un rapport du Conseil de l'Europe avait estimé que le système électoral britannique rendait la fraude « à la portée d'un enfant ».

### Mai 2008
- Jeudi 1er mai 2008 :

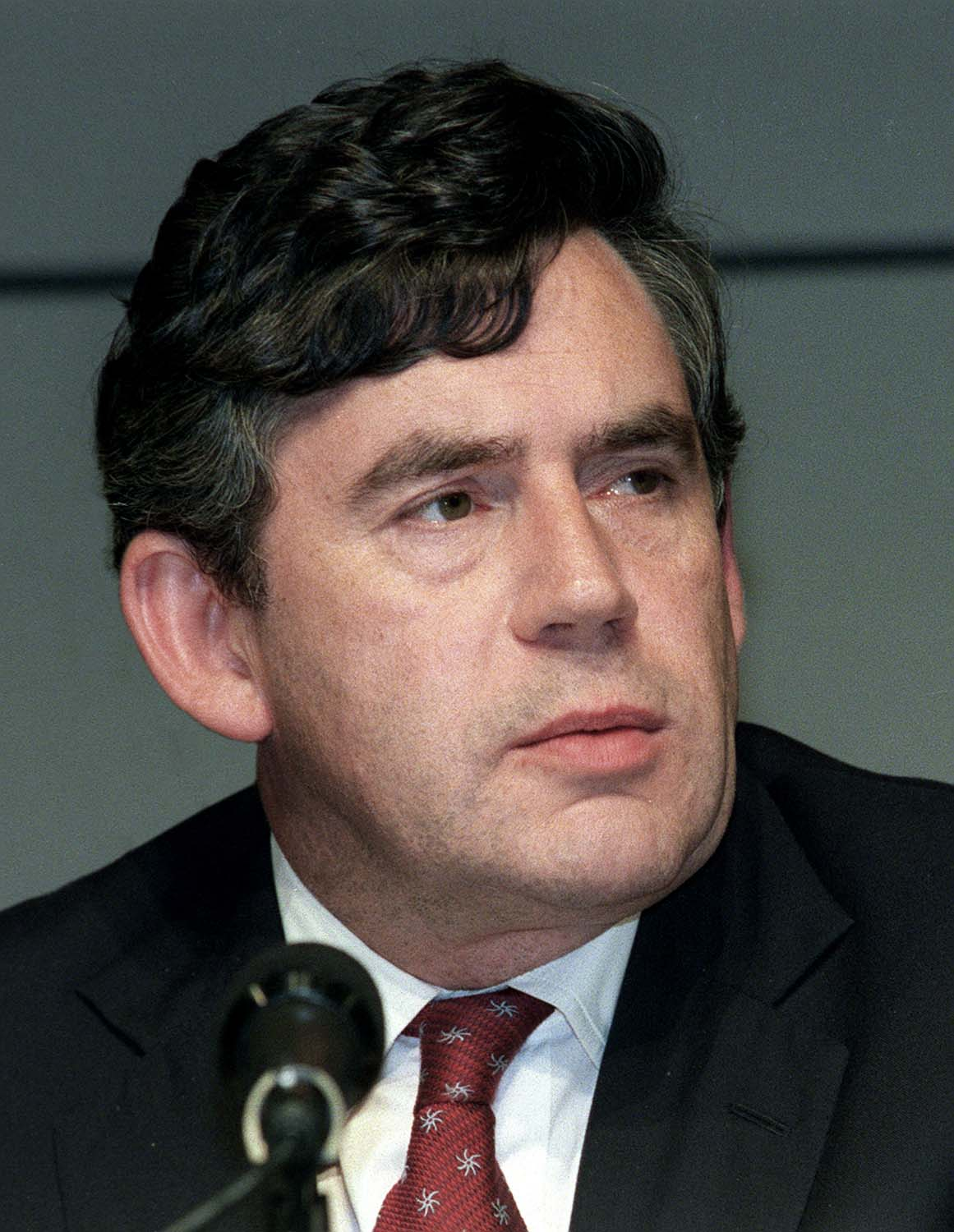
Gordon Brown
(mars 2004)

  - Aux élections municipales, les travaillistes subissent leur plus important recul depuis les quarante dernières années. Sur les 4 102 sièges de conseillers municipaux en jeu, ils en ont perdu 331, les conservateurs en ont gagné 256 et les libéraux-démocrates 19. Le parti travailliste a obtenu seulement 24 % des suffrages, passant derrière le Parti libéral-démocrate (25 %) et les conservateurs (44 %). Le premier ministre Gordon Brown, qui a succédé à Tony Blair depuis l'été 2007, met ce mauvais résultat sur le compte des « circonstances économiques difficiles » qui touchent le pays, mais les conservateurs lui rétorquent qu'il a été pendant dix ans le responsable des Finances, dans une période économiquement prospère, et qu'il n'a pas su préparer le pays à cette crise.
  - À Londres, le maire travailliste Ken « le Rouge » Livingstone, élu en l'an 2000 est battu par le conservateur Boris « le Clown » Johnson.
- Lundi 5 mai 2008 : Le prince Harry reçoit avec 170 autres soldats sa première médaille militaire décernée pour sa récente mission secrète de dix semaines en Afghanistan. Sa mission avait dû être écourtée après la divulgation de sa présence par la presse étrangère.
- Mardi 13 mai 2008 :
  - Le gouvernement annonce un paquet fiscal de 2,7 milliards de £ (3,4 milliards d'euros) destiné à compenser la suppression contestée d'un seuil fiscal pesant sur les contribuables les moins riches.
  - Le ministère de la Défense publie tous les documents qu'il détient sur les observations d'OVNI entre 1978 et 1987 dans le royaume. Ils sont accessibles sur le site des archives nationales britanniques[1]. Selon les experts britanniques, 90 % des témoignages peuvent être expliqués par des phénomènes banals (ballons météorologiques, effets de lune, nuages lumineux…) mais 10 % résistent à toute explication.
- Vendredi 16 mai 2008 : Le groupe British Energy qui possède huit des dix centrales nucléaires britanniques annonce qu'il a reçu « une série de propositions de plusieurs parties qui veulent faire une offre complète » pour les 35,2 % que le gouvernement britannique possède dans la société. Parmi les grands de l'énergie intéressés, le français EDF, l'allemand RWE et l'espagnol Iberdrola. Même si la plupart des centrales sont anciennes, il est plus rentable pour des raisons réglementaires de construire un réacteur de nouvelle génération sur un site nucléaire existant.
- Mardi 20 mai 2008 : le gouvernement britannique annonce la mise en chantier de deux porte-avions (HMS Queen Elizabeth et HMS Prince of Wales) pour un contrat global de 3,8 milliards £ (4,7 milliards $), sans attendre la décision de la France sur un éventuel partenariat pour un troisième navire (deuxième porte-avions français) dont la France a besoin. La construction de ses deux porte-avions pourrait se faire au détriment d'autres investissements dont l'armée britannique a besoin, comme le nouvel hélicoptère Super-Lynx et la modernisation de ses chasseurs Eurofighter. Les deux navires qui seront construits en Écosse auront une masse de 65 000 tonnes et une longueur de 284 mètres.
- Vendredi 30 mai 2008 : la compagnie aérienne Silverjet, victime de la hausse des carburants et de la crise des subprime, arrête ses vols et se place sous administration judiciaire. Elle avait été créée début 2007 et s'était spécialisée dans le transport haut de gamme dédié aux hommes d'affaires entre Londres, New York et Dubaï à bord de Boeing 767-600.

### Juin 2008

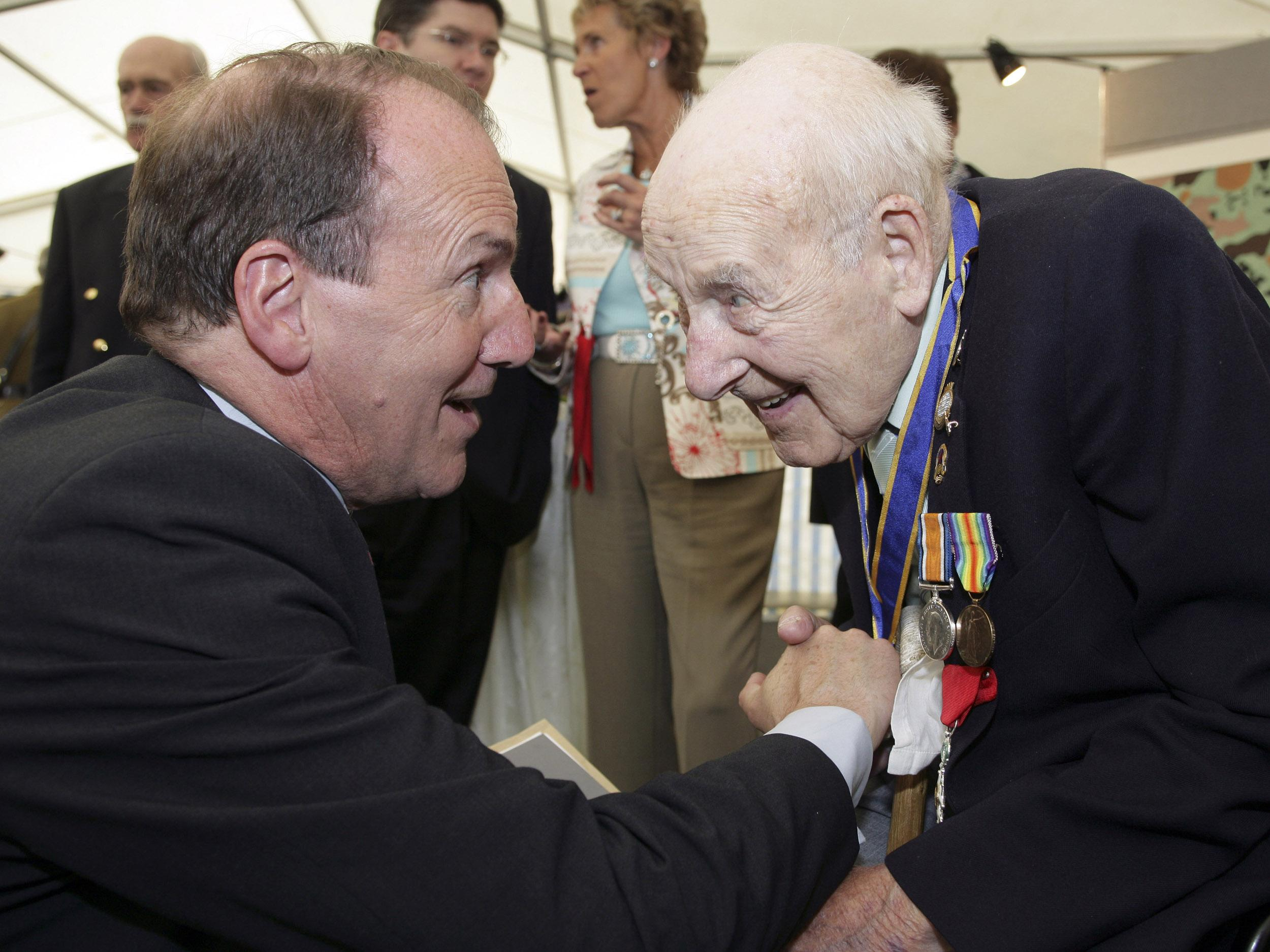
Henry Allingham
(26 juin 2006)

- Vendredi 6 juin 2008 : Le britannique Henry Allingham (112 ans), est l'homme le plus âgé d'Europe.
- Lundi 9 juin 2008 : impliqués dans des affaires de corruption, deux députés européens conservateurs (Caroline Spelman, no 2 du parti torie et Giles Chichester, chef de file des députés torie au Parlement européen), sont poussés à la démission. D'autres députés tories sont impliqués dans d'autres affaires en cours, dont Den Dover (salaires fictifs) et Robert Atkins (détournement de billet d'avion).
- Jeudi 12 juin 2008 : un haut fonctionnaire oublie dans un train de banlieue une sacoche contenant un rapport ministériel classé « secret » alors qu'il ne devait pas sortir de son bureau. Les sept pages, concernant le réseau d'Al-Qaïda et une évaluation des forces de sécurité en Irak, ont été remises à un journaliste de la BBC. Il s'agit de la troisième fuite d'informations après la perte par le fisc de disques informatiques  contenant les fichiers d'allocations familiales concernant 25 millions de personnes et la vente sur eBay d'un ordinateur contenant les données personnelles de 600 000 recrues potentielles de l'armée britannique.
- Samedi 14 juin 2008 : 
  - Le président américain George W. Bush est au Royaume-Uni dans le cadre de sa tournée diplomatique d'adieu (14-15 juin). Il insiste sur l'importance de ne pas compromettre les opérations en Irak par un retrait prématuré des troupes britanniques.
  - L'Église anglicane annonce que deux prêtres homosexuels se seraient mariés et auraient procédé à l'échange de leurs alliances ce qui constitue un manquement à leurs devoirs.
  - Ulster : Dans le cadre de sa tournée diplomatique d'adieu, le président américain George W. Bush en compagnie du premier ministre Gordon Brown clôt son voyage européen en Irlande du Nord. Il y souligne l'importance du succès de l'accord de partage du pouvoir entre les unionistes protestants et les indépendantistes catholiques.
- Mercredi 25 juin 2008 : 
  - Le chef des forces armées, Jock Stirrup assure : « Nous ne sommes pas suffisamment structurés et équipés pour tenir sur une longue durée. Tant que nous ne laisserons pas tomber une opération, nous serons tendus »[2]. Il fait suite aux avis déjà formulés par Richard Dannatt le plus haut gradé de l'armée de terre et Christopher Langton, analyste à l'Institut international d'études stratégiques. Lors des deux dernières semaines, le pays a perdu dix militaires.
  - La banque Barclays lève près de 6 milliards d'euros auprès d'investisseurs souverains d'Asie et du Moyen-Orient.
- Jeudi 26 juin 2008 : Le gouvernement anglais instaure à partir de 2009, des contrôles « antipédophiles » à toutes les personnes participant à des activités liées aux enfants (aide scolaire, sports, catéchisme, musique...), une autorité indépendante, l'ISA, centralisera les dossiers de toutes les personnes appelées à s'occuper d'enfants, soit 11 millions d'adultes. Selon l'association Civitas, ce durcissement en œuvre depuis 2002, entraîne un climat général de défiance, « les adultes sont présumés coupables tant qu'ils n'ont pas prouvé leur innocence », et de nombreux effets néfastes, cela décourage de nombreux bénévoles qui préfèrent ne pas s'engager plutôt d'avoir le sentiment d'être perçu comme un pervers potentiel[3].

- Vendredi 27 juin 2008 :  

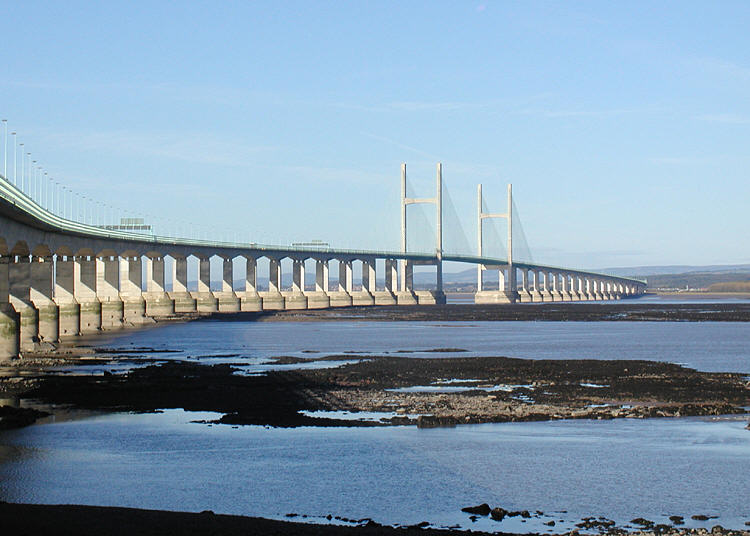
Le second pont sur la Severn

  - Le Labour arrive en cinquième position avec 3 % (-11 pts) des voix lors de l'élection législative partielle de Henley-on-Thames (Oxfordshire). Le conservateur John Howell est élu avec 57 % des suffrages. Selon un sondage publié dans le Daily Telegraph, deux tiers des électeurs considèrent que le premier ministre Gordon Brown est un handicap pour son parti.
  - Le premier ministre Gordon Brown présente un ambitieux programme de 100 milliards de £ (126 milliards d'euros) sur douze ans destiné à multiplier par dix l'importance des énergies renouvelables par rapport à 2006. Ce plan comprend quelque sept mille éoliennes dont trois mille en mer et une usine marémotrice dans l'estuaire de la Severn (Pays de Galles). Il devrait permettre de créer quelque 160 000 emplois tout en réduisant de 7 % la dépendance énergétique du pays.
- Dimanche 29 juin 2008 : 
  - Ouverture à Londres du sommet décennal de l'Église anglicane. L'absence des évêques du Sud marque un début de schisme. Ils reprochent aux évêques du Nord d'être trop soumis aux « valeurs d'aujourd'hui » : relativisme et nouvelles mœurs, comme le mariage entre prêtres homosexuels.
  - Double meurtre de New Cross : deux étudiants français sont poignardés à New Cross, dans le quartier londonien de Lewisham.

### Novembre 2008

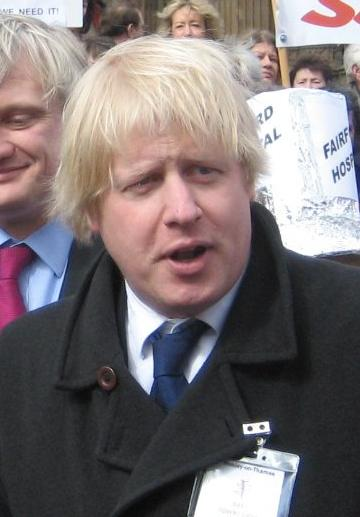
Boris Johnson, maire de Londres (mars 2006)

- Le nouveau maire de Londres, Boris Johnson, donne son feu vert à un « Vélib' » londonien pour mai 2010, avec 6 000 vélos répartis dans 400 stations.
- Mardi 18 novembre 2008 : La liste de quelque 13 000 adhérents du British National Party d'extrême droite a été publiée pendant quelques heures sur un site Web. La liste comportait aussi leur adresse, leur téléphone, leur courriel et leur profession[4]. Le BNP, qui a longtemps affiché des positions racistes et pronazies, avait obtenu 4,9 % des voix aux élections de 2004. Il est aujourd'hui dirigé par Nick Griffin.
- Dimanche 23 novembre 2008 : Le gouvernement éthiopien demande à plusieurs musées et bibliothèques britanniques de restituer des centaines d'objets précieux, dont une couronne royale, pillés par les troupes britanniques en 1868[5]. Cette demande concerne quelque 400 objets précieux pillés lors de la bataille de Magdala.
- Lundi 24 novembre 2008 : Le gouvernement annonce une réduction de 17,5 % à 15 % du principal taux de TVA, mesure phare de son plan de relance économique.
- Mardi 25 novembre 2008 : 
  - Selon l'OCDE, le Royaume-Uni devrait entrer dans la récession en 2009 à cause de la crise financière internationale, avec un PIB en recul à -1,1 %, une croissance à 1,4 % et un taux de chômage à 8,0 %.
  - L'Autorité britannique de contrôle de la publicité, recale une publicité télévisée vantant l'iPhone, le téléphone-baladeur à écran tactile d'Apple, car elle laissait croire qu'il permettait d'accéder à internet beaucoup plus vite qu'en réalité[6].
- Mercredi 26 novembre 2008 : Selon le maire de la City, Ian Luder, au moins 70 000 emplois directs et indirects, seront perdus à la City de Londres d'ici à peine un an à cause de la crise financière,
- Jeudi 27 novembre 2008, Ulster : Le gouvernement de la province approuve le financement public d'un musée consacré au navire Titanic, à hauteur de 100 millions de livres (119 millions d'euros). Il ouvrira ses portes en 2012 à Belfast où avait été construit le navire britannique avant de couler en 1912. Dans le cadre du programme de réhabilitation de 250 millions de livres sterling, une route va être construite pour réunir les quartiers de l'Est et l'Ouest de la ville, qui s'étaient affrontés durant les « Troubles » entre la fin des années 1960 et 1998.

### Décembre 2008
- Jeudi 4 décembre 2008 : 
  - La Cour européenne des droits de l'Homme condamne le Royaume-Uni pour avoir autorisé la conservation illimitée des « empreintes digitales, échantillons biologiques et profils ADN des personnes soupçonnées d'avoir commis des infractions mais non condamnées », ce qui constitue selon la Cour une « atteinte disproportionnée au respect de la vie privée » non nécessaire dans une société démocratique.
  - Une femme est reconnue coupable d'avoir enlevé sa propre fille dans le but présumé d'empocher la récompense promise pour la retrouver. La fillette de 9 ans avait été retrouvée vivante 24 jours après sa disparition en février dans le nord de l'Angleterre. Cette disparition avait déclenché l'une des plus importantes opérations de recherche en Grande-Bretagne et a coûté plus de trois millions de livres (3,5 millions d'euros).
  - Le groupe japonais de services financiers Nomura Holdings annonce une réduction d'effectif de mille emplois à Londres, sur un total de 4 500, en raison de difficultés dans la reprise des activités de l'ex-banque d'affaires américaine Lehman Brothers en Europe. Nomura s'était engagé à reprendre plus de 8 000 ex-employés de Lehman Brothers en Asie-Pacifique, en Europe et au Moyen-Orient, ainsi qu'au centre de soutien mondial basé à Bombay.

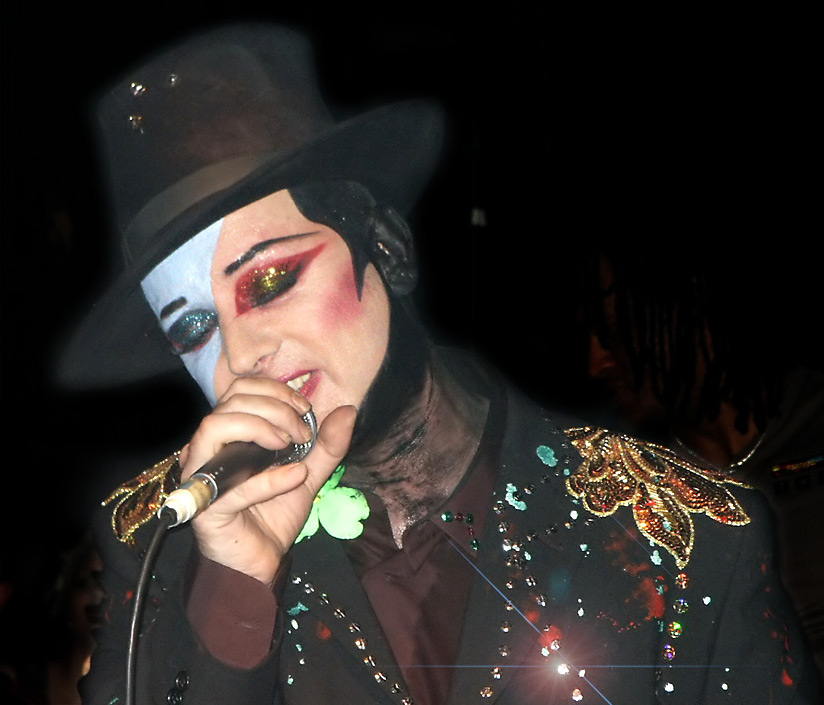
Boy George (janvier 2001)

- Vendredi 5 décembre 2008 : le chanteur et disc-jockey britannique Boy George est reconnu coupable par un tribunal londonien d'avoir séquestré un « escort boy » norvégien qui avait refusé d'avoir des relations sexuelles avec lui lors d'une séance de photos dénudées[7].
- Lundi 8 décembre 2008 : 57 militants écologistes, qui avaient envahi une zone sécurisée de l'aéroport londonien de Stansted (comté d'Essex), sont arrêtés. 56 vols de la compagnie aérienne Ryanair, ont été annulés en raison de cette action.
- Mardi 9 décembre 2008 : le géant minier anglo-australien Rio Tinto annonce la suppression de 14 000 emplois, dans le cadre d'un plan de réduction de sa dette, alors que le prix des matières premières est en forte baisse.
- Jeudi 11 décembre 2008 : le prince Harry, va commencer dès le mois de janvier 2009 une formation de seize mois pour devenir pilote d'hélicoptère dans l'armée britannique. Durant sa formation, il devrait apprendre à piloter trois types d'hélicoptère : Gazelle, Lynx et Apache.
- Vendredi 12 décembre 2008 : les 50 000 billets du concert de retrouvailles du groupe britannique Blur, programmé pour le 3 juillet 2009 prochain à Hyde park, au cœur de Londres, ont été vendus en deux minutes ce qui a entraîné la programmation d'un second concert[8].
- Lundi 15 décembre 2008 : la banque britannique Royal Bank of Scotland annonce que ses pertes liées à des investissements avec le gérant de fonds new-yorkais Bernard Madoff étaient estimées à 400 millions de livres (environ 460 millions d'euros). La banque britannique HSBC (3e banque mondiale) pourrait avoir une exposition d'un milliard de dollars dans l'escroquerie dont 500 millions de dollars sous forme de prêts accordés à des clients institutionnels, en particulier des gestionnaires de fonds qui souhaitaient réaliser des investissements avec Bernard Madoff. Le fonds d'investissement britannique Man Group annonce avoir perdu environ 360 millions US$ investis dans deux fonds gérés par le gérant de fonds new-yorkais Bernard Madoff.
- Mercredi 17 décembre 2008 : 
  - Un médecin d'origine irakienne, reconnu coupable de complot en vue de provoquer des explosions à Londres et Glasgow (Écosse) fin juin 2007, est condamné à une peine de 32 ans de prison.
  - Record à la baisse de la livre sterling tombée pour la première fois à 1,0867 après des statistiques d'emploi pires que prévu à 3,3 % au lieu de 3,1 %.
  - Les administrateurs chargés du redressement de la chaîne de magasins britannique Woolworths, ayant échoué à trouver un repreneur, confirment que toutes ses succursales seraient fermées définitivement d'ici le 5 janvier. Cette chaîne populaire de magasins, presque centenaire, est une institution en Grande-Bretagne, vendant pratiquement de tout, des jouets aux accessoires de cuisine. La fermeture définitive de la chaîne, qui avait déjà été annoncée par plusieurs médias britanniques, va faire perdre leur emploi aux 22 000 salariés permanents et 5 000 intérimaires qui travaillaient dans les magasins.
- Jeudi 18 décembre 2008 : 
  - Décès du guitariste britannique Davy Graham (68 ans), figure de la musique folk des années 1960, mort des suites d'un cancer. il avait inspiré de nombreux adeptes de la guitare acoustique comme Paul Simon, Eltjo Haselhoff et Jimmy Page.
  - La Livre sterling continue sa baisse record et passe sous la barre de 1,050 euro.
- Lundi 22 décembre 2008 : Un ancien majordome de la reine Élisabeth II a été condamné  à un minimum de six ans de prison pour des actes à caractère pédophile sur de jeunes garçons, dont un qu'il avait emmené prendre le thé avec la reine-mère. Paul Kidd (55 ans) a plaidé coupable de neuf chefs d'inculpation d'attentat à la pudeur, six chefs d'acte sexuel avec un enfant ainsi que pour avoir provoqué ou incité un enfant à pratiquer un acte sexuel.
- Jeudi 25 décembre 2008 :
  - La chaîne de télévision Channel Four a demandé au président iranien Mahmoud Ahmadinejad de prononcer cette année le message de Noël alternatif destiné à concurrencer celui de la reine Elizabeth II. Dans ce message spirituel, s'exprimant en farsi, la langue iranienne, le président Ahmadinejad, tout en présentant ses vœux de bonne année aux Britanniques, confie que si Jésus était vivant aujourd'hui, il s'opposerait aux « puissances agressives, acrimonieuses et expansionnistes » : « Si le Christ était sur terre aujourd'hui, il ne fait aucun doute qu'Il se tiendrait aux côtés du peuple dans son opposition aux puissances agressives, acrimonieuses et expansionnistes […] Si le Christ était sur terre aujourd'hui, il ne fait aucun doute qu'Il hisserait la bannière de la justice et de l'amour pour l'humanité afin de s'opposer aux bellicistes, aux envahisseurs, aux terroristes et aux tyrans du monde ».
  - Décès de l'écrivain, dramaturge, poète, metteur en scène et scénariste britannique Harold Pinter (78 ans), prix Nobel de littérature 2005, un homme engagé sur le front de la littérature, du théâtre en premier, mais aussi sur celui de la marche du monde, dont il a dénoncé les dérives des dernières décennies avec une fermeté sans appel[9],[10].
- Lundi 29 décembre 2008 : Selon le Chartered Institute of Personnel and Development (CIPD), au moins 600 000 Britanniques pourraient perdre leur emploi en 2009. « Au total, sur une période de 18 mois depuis le début de la récession à la mi-2008 jusqu'à la fin de 2009, on va assister à la destruction d'environ 750 000 emplois, ce qui est équivalent à la hausse totale des emplois au cours de trois années précédentes […] Si l'on suppose que l'économie atteigne un plus bas au second semestre de 2009, les destructions d'emploi sont susceptibles de continuer jusqu'en 2010, ce qui devrait selon toute probabilité porter le total des pertes d'emplois à environ un million ».
- Mercredi 31 décembre 2008 : La banque Barclays annonce que « les comptes de certains clients avaient été incorrectement débités en raison d'une erreur technique […] Le problème a été immédiatement identifié et corrigé en moins d'une heure et tous les comptes des clients touchés affichent à nouveau des soldes corrects. Cette erreur n'aura de conséquence financière pour aucun client »  […] a assuré la banque qui a présenté ces excuses pour les « désagréments » causés. Un des clients — qui n'est pas Bernard Madoff — s'est retrouvé temporairement en très grave déconfiture quand son compte bancaire a affiché un découvert de 100 milliards de livres (102 milliards d'euros), à cause d'une « importante erreur portant sur deux débits de 50 milliards de livres » chacun[11].